# Latrodectus dahli
Espèce
Synonymes
- Latrodectus tadzhicus Marusik & Tarabaev, 1995

Latrodectus dahli est une espèce d'araignées aranéomorphes de la famille des Theridiidae.

## Distribution
Cette espèce se rencontre du Maroc à l'Asie centrale.

## Description
La femelle holotype mesure 11,2 mm.

## Étymologie
Cette espèce est nommée en l'honneur de Friedrich Dahl.

## Publication originale
- Levi, 1959 : The spider genus Latrodectus (Araneae, Theridiidae). Transactions of the American Microscopical Society, vol. 78, p. 7-43.